# Autobiography of a Princess
Autobiography of a Princess é um filme de drama do Reino Unido de 1975, realizado por James Ivory sobre argumento de Ruth Prawer Jhabvala.

## Resumo
A filha exilada de um marajá hindu e secretário do seu pai encontram-se todos os anos. Vêem filmes antigos e recordam-se dos velhos tempos.

## Elenco
- James Mason
- Madhur Jaffrey
- Keith Varnier
- Diane Fletcher
- Timothy Bateson
- Johnny Stuart
- Nazrul Rahman